# فالکون
فالکون (به اسپانیایی: Falcón) یکی از ایالت‌های ۲۳ گانه ونزوئلا است. مرکز این ایالت، شهر کورو می‌باشد.

## خصوصیات
فالکون ۹۵۰٬۰۵۷ نفر جمعیت دارد.